# Trois fenêtres marseillais
Le trois fenêtres marseillais désigne un immeuble caractéristique du centre ville de Marseille dont la construction était très commune du XVIIe siècle au début du XXe siècle. Il se caractérise par des étages avec des appartements traversants, ouverts par trois fenêtres sur rue et sur cour. Les planchers sont soutenus par des poutres en bois appelées « pannes », arrimées dans les murs mitoyens perpendiculaires à la rue, tandis que les deux façades ne sont pas porteuses,.

## Typologie urbaine du “3 fenêtres marseillais”
La typologie urbaine du "3 fenêtres marseillais" désigne un type d'architecture propre à Marseille, caractérisée par des immeubles de dimensions spécifiques et une organisation particulière de l'espace, centrée autour de deux échelles principales : celle de l'îlot et celle du logement. Cette architecture s'est développée en réponse aux contraintes locales et possède plusieurs qualités remarquables, tant en termes de conception que d'adaptation aux usages..

## Contexte historique
Le modèle de l’immeuble à trois fenêtres trouve son origine au XVIIe siècle. Initialement composé de maisons étroites et profondes, le modèle comportait alors une ou deux fenêtres, conformément aux usages architecturaux médiévaux. Ce modèle s'est codifié au XIXe siècle, à partir de 1847 cf. Victor Leroy, en raison de la forte demande de logements, qui a poussé à une standardisation des constructions.
Les critères de cette standardisation ont été définis par la parcelle de 7 mètres de large et 30 mètres de long, soit une surface totale de 210 m². Cette parcelle est divisée de manière égale entre le bâti et l'espace extérieur, le jardin. L'immeuble à trois fenêtres a ainsi dominé la production immobilière de l'époque. Bien que ce modèle conserve des caractéristiques communes (appartements traversants, type de distribution, etc.), son usage variait selon la classe sociale et l’usage du bâtiment, qu'il soit destiné à un immeuble de rapport ou à un hôtel particulier.[réf. nécessaire]